# Iroh
Iroh là một nhân vật hư cấu trong loạt phim hoạt hình Avatar: The Last Airbender của Nickelodeon. Ông là anh trai của Hỏa Vương Ozai và từng là tướng lĩnh hàng đầu của Hỏa quốc. Sau thất bại tại Ba Sing Se và cái chết của con trai duy nhất, Lu Ten, Iroh từ bỏ tham vọng quyền lực và chọn sống ẩn dật. Ông đồng hành cùng người cháu trai bị lưu đày, Zuko, trong hành trình tìm kiếm Avatar Aang nhằm khôi phục danh dự cho Zuko.

## Tính cách
Iroh được biết đến với tính cách dễ gần, hài hước và yêu thích trà, đặc biệt là trà nhân sâm. Ông thường xuyên chơi cờ Pai Sho và yêu âm nhạc. Dù có vẻ ngoài thư thái, Iroh là một chiến lược gia lão luyện và là bậc thầy hỏa thuật. Ông đóng vai trò là người thầy và người hướng dẫn tinh thần cho Zuko, giúp cháu trai nhận ra con đường đúng đắn và tránh lặp lại sai lầm của cha mình.

## Hỏa thuật và kỹ năng đặc biệt
Iroh là một ngự hỏa sư mạnh mẽ, có khả năng tạo ra và điều khiển lửa. Ông đã phát triển kỹ thuật chuyển hướng sét bằng cách nghiên cứu thủy thuật, và dạy kỹ thuật này cho Zuko. Iroh cũng có khả năng tạo ra sét, một kỹ năng hiếm có trong hỏa thuật. Chiêu thức đặc trưng của ông là phun lửa như rồng.

## Xuất hiện trong các phương tiện truyền thông khác
Iroh xuất hiện trong bộ phim điện ảnh Tiết khí sư cuối cùng (2010) do Shaun Toub thủ vai, và trong loạt phim truyền hình người đóng năm 2024 do Paul Sun-Hyung Lee đảm nhận. Trong loạt phim tiếp theo The Legend of Korra, linh hồn của Iroh cư trú trong thế giới linh hồn, nơi ông giúp đỡ Avatar Korra và các con của Aang trong những lúc khó khăn.

## Đón nhận
Iroh được đánh giá là một trong những nhân vật được yêu thích nhất trong loạt phim. Mối quan hệ giữa ông và Zuko được ca ngợi vì tính chân thực và sâu sắc. Iroh được ví như một "Phật sống", là kim chỉ nam đạo đức cho Zuko. Phân đoạn của ông trong tập "The Tales of Ba Sing Se", nơi ông tưởng nhớ con trai Lu Ten, được xem là một trong những khoảnh khắc xúc động nhất của loạt phim.